# Sân bay Shillong
Sân bay Shillong (IATA: SHL, ICAO: VEBI) (cũng có tên là Căn cứ không quân Barapani hay Sân bay Umroi) là một sân bay ở Umroi, cách Shillong 30 km, bang Meghalaya, Ấn Độ.

## Các hãng hàng không và các tuyến điểm
Hiện có các hãng hàng không sau đây đang hoạt động tại sân bay Shillong:
- Indian Airlines (Jorhat, Tezpur)